# 亨尼巴病毒属
亨尼巴病毒属，包括立百病毒（NiV；又译尼帕病毒）和亨德拉病毒（Hendra virus，HeV）。
1999年於東南亞被發現的會引發立百腦炎的新型病毒，也會造成人類和其他動物（尤其以豬隻為主）交叉感染，嚴重的可引致死亡，致死率達40%。
亨尼巴病毒屬於一種核糖核酸病毒的属，被歸類在副黏液病毒科單股反鏈病毒目，目前已知有五種病毒。结构与同科的副黏病毒（如仙台病毒SeV）、麻疹病毒（MeV）类似，与呼吸道合胞病毒（RSV）、偏肺病毒（MPV）和腮腺炎病毒（MuV）稍有不同。
立百病毒通常是由狐蝠科狐蝠屬及小蝙蝠攜帶而傳播，被歸在長基因組，宿主範圍廣泛，而且近期多以能夠引起人畜共通傳染病感染的病原體出現，使家畜與人類患病甚至致死。

## 结构

亨尼巴病毒结构

基因组表达的蛋白主要有N（核蛋白）、P（磷蛋白）、M（基质蛋白）、F（融合蛋白）、H（即糖蛋白G）、L（RNA依赖的RNA聚合酶），此外，P的基因框内可以通过内部翻译位点和特殊转录可以产生不同的多肽，包括V和C。病毒表面为G和F蛋白，脂质双分子层下有基质蛋白M，内部的病毒基因组由负链RNA（-ssRNA），上面包裹着N、P和L。G蛋白介导病毒与细胞受体结合（黏附），F蛋白介导病毒脂质膜与细胞膜的融合，从而释放病毒基因组进入细胞质。
EphrinB2是Eph B类酪氨酸激酶受体的膜结合配体，可以特异性结合立百病毒的G蛋白，进而介导立百病毒进入细胞。EphrinB2表达于神经元细胞、血管内皮细胞。与立百病毒的组织嗜性相吻合。同时EphrinB2的序列在哺乳动物中很保守，这也可能是很多哺乳动物都对立百病毒敏感的原因。而且，后续发现EphrinB3也有介导病毒入胞的功能。

## 起源

### 亨德拉病毒
亨德拉病毒于1994年在澳大利亚爆发，可以感染马和人，与立百病毒基因组在核酸及氨基酸上分別有70-88％及67-92％的相同度。

### 立百病毒
1998年9月，位於馬來西亞北部怡保（Ipoh）地區的豬農陸續出現發燒、頭痛、噁心、四肢無力等症狀，同时该地区的猪群也出现脑炎疫情。由於此等病徵疑似日本腦炎（蚊子传播）病例，而當地亦是日本腦炎疫區，故當時誤以為這些患者感染了日本腦炎。可是後來發現，即使採取多項預防腦炎的措施，不但無法控制遏止疫情，疫情更在年底時蔓延到森美兰州（Negeri Sembilan），包括双溪立百新村附近全州最大的一个养猪场，疫情蔓延与生猪引进、猪场生猪转运密切相关。更蔓延至馬來西亞南部、新加坡和其他鄰近國家。1999年新加坡报告11例发热性脑炎病例，1例死亡，患者均为处理过马来半岛疫区猪的屠宰场工人。

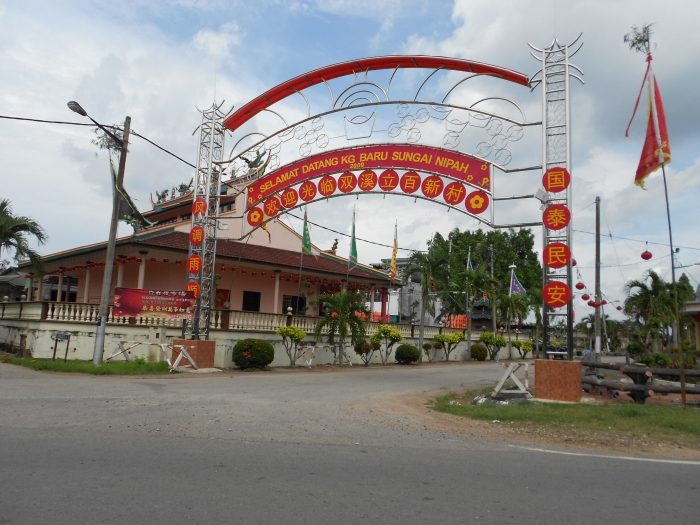
事發的双溪立百新村

馬來西亞政府察覺事件極不尋常，於是向國際的衛生組織尋求協助。1999年3月經澳洲及美國疾病控制與預防中心的專家从双溪立百新村患者脑脊液中分离出一种新的副黏病毒，并被确认是这起疫情的病原体。確認後遂以第1個病例發生地「双溪立百新村」（Kampung Sungai Nipah）命名為「立百病毒」。此次疫情至1999年5月，共确诊立百病毒性脑炎发病265例，105例死亡，病死率39.6％。此次疫情亦造成馬來西亞近900個豬場90多萬頭豬遭撲殺，對業界造成相當大的損失。
国际病毒分类委员会（ICTV）在第七次报告中，在副粘病毒亚科原有的三个属的基础上，新设第四个属——亨尼帕病毒属（Henipavirus）。该属包括立百病毒和亨德拉病毒（Hendra Virus，HeV）。

## 傳播

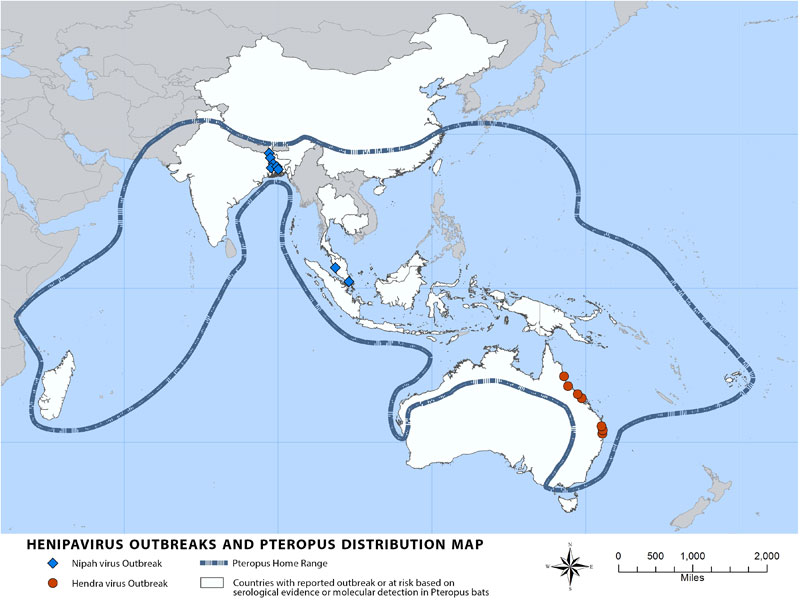
截至2014年的Nipah和Hendra病毒暴發地點及狐蝠屬蝙蝠的分布範圍

2001至2005年孟加拉国先后爆发5次疫情，其中2004年爆发的疫情被证实是人類通过进食带毒果蝠污染的生海枣树汁（raw date palm sap）后感染上的。2001年在印度的西孟加拉邦也爆发过一次疫情，且大部分患者在医院内感染，证实立百病毒可以直接人传人，但是马来西亚病例中没有发现人传人的证据。两国流行的病毒在基因组上差异较大，目前认为可以分属两个谱系。相比马来西亚的毒株，印度的立百传染性和致命性更强。
立百病毒的原生宿主果蝠的地理分布广泛。在中国相关蝙蝠体内也检测到病毒的抗体（血清学证据）。泰国和柬埔寨无病例报道，但也在蝙蝠体内检测到病毒的RNA。
2009年，在迦納的黃毛果蝠身上發現RNA三種新病毒序列，在親緣演化上被認定為立百病毒，這些在澳洲及亞洲外的新型病毒顯示立百病毒可能是全球性的，這些非洲立百病毒正緩慢地演化出地區特性。
2018年5月，這病毒在印度喀拉拉邦蔓延，死者據報導是因為吃了在門前撿拾的水果，而該水果據推測曾被感染病毒的蝙蝠咬過，因而帶有蝙蝠的唾液。截至2018年5月23日，已有10人死亡。
2021年1月31日，總部設在荷蘭的非營利組織「藥品可及性基金會」（Access to Medicine Foundation），發布獨立報告指出，全球各國的醫藥公司只集中資源處理COVID-19大流行，幾乎沒有準備下一次的病毒大流行。譬如尼帕病毒因天然宿主與SARS-CoV-2同為蝙蝠，被認為若出現爆發，有可能成為下一次病毒全球大流行的源頭。

## 下属物种
本属包括以下物种：
| Genus       | Species                  | 病毒名称及简称                      |
| Henipavirus | Cedar henipavirus        | 松湾病毒 Cedar virus (CedV)         |
| Henipavirus | Ghanaian bat henipavirus | 加纳蝙蝠病毒 Kumasi virus (KV)      |
| Henipavirus | Hendra henipavirus       | 亨德拉病毒 Hendra virus (HeV)       |
| Henipavirus | Mojiang henipavirus      | 莫江海尼帕病毒 Mòjiāng virus (MojV) |
| Henipavirus | Nipah henipavirus        | 立百病毒 (Nipah Virus, NiV)         |
| Henipavirus | Langya henipavirus       | 琅琊病毒 (Langya Virus, LayV)       |

## 外部連結
- 激动网: 危机总动员：立百病毒 恐怖的瘟疫